# Iván Lantos
Ivan Lantos est un multi-instrumentiste hongrois, né en 1949, diplômé du conservatoire Béla Bartók de Budapest.

## Participations
Il a collaboré dans les groupes :
- O'Stravaganza
- Kolinda
- Malicorne
- Transylvania
- Spondō

et sur les spectacles :
- Hughes de Courson et Sébastien Libolt, Decodex (Spectacle de Philippe Decouflé), 1996
- Hughes de Courson, Charlemagne (Bande originale du téléfilm), 1996

### Disques
(non exhaustif)
- Pierre Akendengué, Vérité d'Afrique, 2008
- Kristen Noguès, Logodennig - 1952/2007, 2008
- Hughes de Courson, Babel, 2008 (compilation)
- Vetettem Gyongyot, Hungarian World Music 1972-2006
- I Sowed Pearls, 2007 (Compilation, extraits de Kolinda)
- People Gabon, 2006
- Christian Ferrari, Ma famille, c'est tout ça !, 2006
- Pierre Akendengué, Ekunda-Sah !, 2005
- Ferenc Sebo, Nagy Laszlo, 2004
- Hughes de Courson, Lux Obscura, 2003
- Nawal, Kweli, 2001
- Hughes de Courson | Tomás Gubitsch, Songs of Innocence, 1999
- Gabriel Yacoub, Tri, 1999, reprises
- Ensemble Tirana, Chants polyphoniques d'Albanie, 1998 (prise de son)
- Ferenc Sebo, Galagonya (compilation), 1996
- Gabriel Yacoub, Quatre, 1994
- Hongrie, Le dernier passage, 1994
- Hughes de Courson, Lambarena, 1993
- Christian Ferrari, Qu'est-ce que ça peut faire ?, 1993
- Christian Ferrari, C'est la vie, 1991
- Malicorne, Légende, deuxième époque 1989 (compilation, reprenant un titre de Balançoire en feu, 1981)
- Christian Ferrari, On a le droit !, 1989
- Gabriel Yacoub, Elementary Level of Faith, 1987
- Pierre Akendengué, Mando, 1983
- Malicorne, Balançoire en feu, 1981
- Pierre Bensusan, Solilaï, 1981
- Ferenc Sebo, Enekelt Versek